# شهرداری پریکولی
شهرداری پریکولی (به لاتین: Priekuļi Municipality) یک شهرداری در لتونی است. شهرداری پریکولی ۹٬۵۵۰ نفر جمعیت دارد.